# Sarsia medelae
Sarsia medelae is een hydroïdpoliep uit de familie Corynidae. De poliep komt uit het geslacht Sarsia. Sarsia medelae werd in 2006 voor het eerst wetenschappelijk beschreven door Gili, Lopez-Gonzalez & Bouillon. 